# Kayadüzü, Merzifon
Kayadüzü là một thị trấn thuộc huyện Merzifon, tỉnh Amasya, Thổ Nhĩ Kỳ. Dân số thời điểm năm 2010 là 1.715 người.